# Moonville (Ohio)
Pour les articles homonymes, voir Moonville.
Moonville dans l'Ohio est une ville fantôme du comté de Vinton. Peu de chose reste de cette ancienne communauté minière sauf quelques fondations, un cimetière, et un tunnel ferroviaire qui est le sujet de nombreuses histoires de fantômes.

## Histoire
En 1856, la compagnie de chemin de fer de Marietta and Cincinnati (M&C) avançait vers le Sud-Est pour atteindre Cincinnati. William Cutler, le propriétaire du chemin de fer, avait des problèmes financiers et cherchait à épargner de l'argent pendant qu'il construisait la ligne de chemin de fer.
Un homme appelé Samuel Coe persuada Cutler de construire le chemin sur sa grande propriété gratuitement, en échange d'une faveur. La ligne passerait à travers la terre de Coe afin de transporter le charbon et l'argile en dehors de sa propriété. Cet arrangement permit de faire des économies en réduisant la distance de Cincinnati.
Plusieurs mines de houille furent ouvertes, et on constata qu'il y avait un approvisionnement riche en charbon dans le secteur immédiat. Bientôt, la ville minière de Moonville vit le jour.